# Isla Seymour Norte

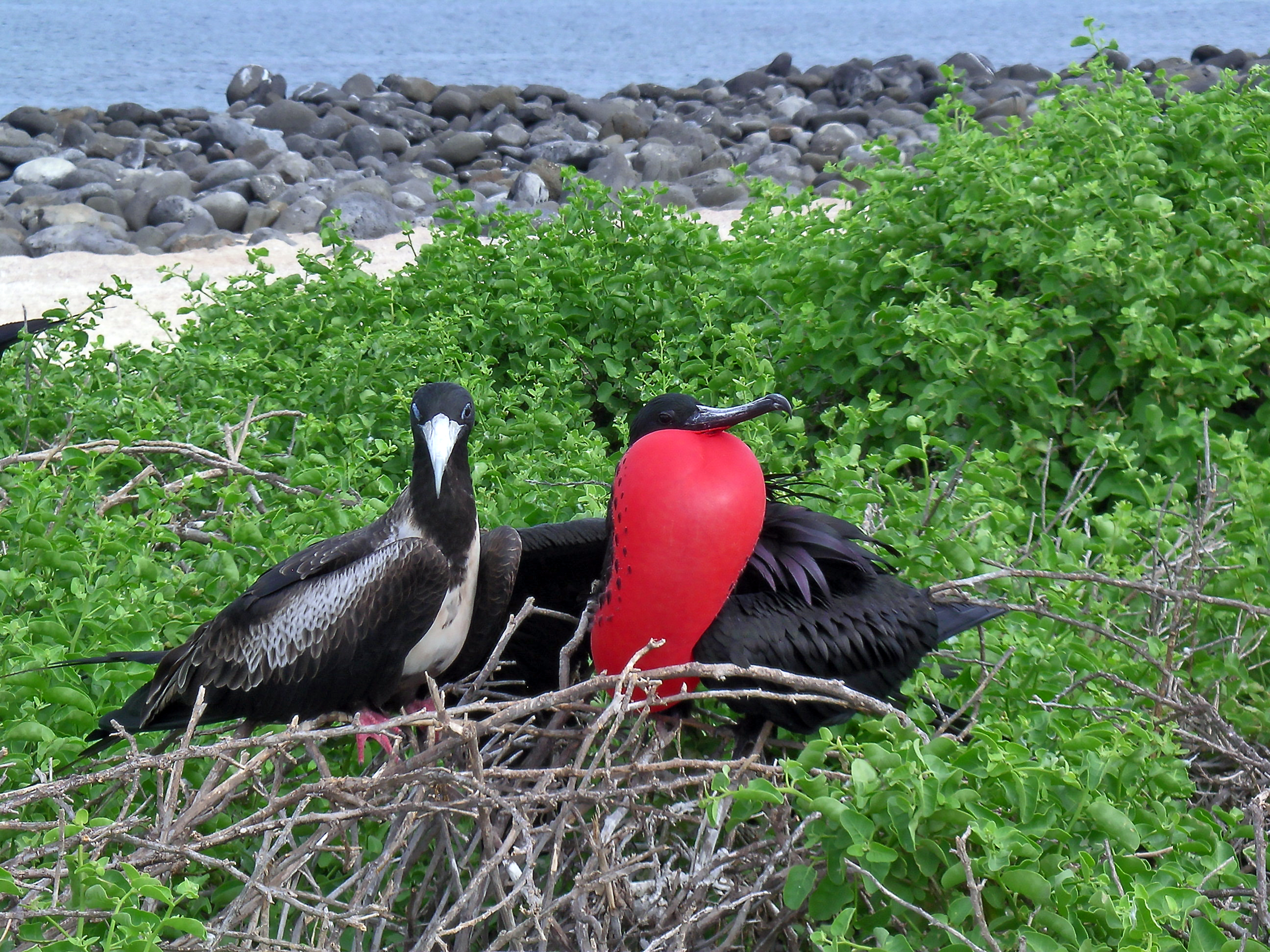
Pareja de ejemplares de fragata real (Fregata magnificens) en Seymour Norte.

Seymour Norte es una isla ecuatoriana perteneciente al archipiélago de las islas Galápagos, ubicada cerca de la isla Baltra. Lleva el nombre de un noble inglés llamado Lord Hugh Seymour. Tiene una superficie de 1,9 km² y una altitud máxima de 28 metros. Se formó por la elevación de una formación de lava submarina. La isla entera está cubierta de vegetación baja y tupida. Seymour Norte tiene una pista de aterrizaje para visitantes de aproximadamente 2 km de longitud que cruza la vía de la isla y permite explorar la costa rocosa.
En esta isla se halla una gran población de piqueros de patas azules y gaviotas de cola bifurcada. También hay una gran población de iguanas terrestres (Conolophus subcristatus), que son originarias de la isla de Baltra, y que han servido para volver a repoblarla con esta especie. Igualmente, es posible encontrar numerosas fragatas y leones marinos en la isla Seymour Norte.
Existe un programa de cría en cautividad de la iguana terrestre de Galápagos, que es descendiente de iguanas que el capitán G. Allan Hancock trasladó desde la isla de Baltra a Seymour Norte en la década de 1930.

## Conservación y Restauración

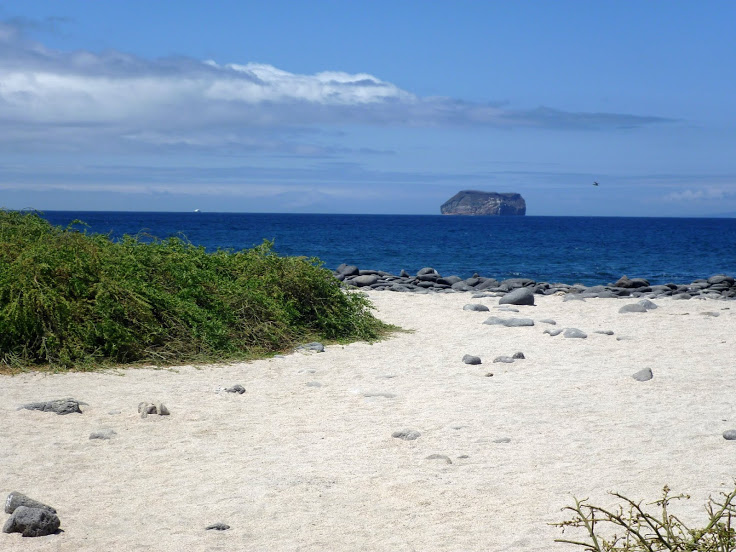
Playa de la isla Seymour Norte en las Galápagos

La Dirección del Parque Nacional Galápagos y Island Conservation reintrodujeron 1.436 iguanas terrestres de las Galápagos (Conolophus subcristatus) en la Isla Santiago el 4 de enero de 2019, después de estar ausente por 180 años. Los socios reintrodujeron las iguanas terrestres con la intención de restaurar la salud ecológica de la isla y brindarle la oportunidad de prosperar a esta especie de iguana. Las iguanas terrestres procedían de la Isla Seymour del Norte, donde se introdujeron en la década de 1930, se han enfrentado a la falta de alimentos y han aumentado a más de 5.000 iguanas. El penúltimo en registrar iguanas terrestres vivas en la isla Santiago en 1835 fue Charles Darwin, y el último fue Abel-Nicolas Bergasse du Petit-Thouars, en 1838.

El 12 de enero de 2019, la Dirección del Parque Nacional Galápagos y Island Conservation utilizaron drones para erradicar ratas invasoras de la isla; esta es la primera vez que se ha utilizado un enfoque de este tipo en vertebrados en la naturaleza. La operación tiene como objetivo eliminar las ratas negras (Rattus rattus) y las ratas pardas (Rattus norvegicus) que están afectando negativamente a las especies nativas. Se espera que esta innovación abra el camino para que en el futuro las erradicaciones de especies invasoras sean más económicas en islas pequeñas y medianas.